# Abbaye Sainte-Croix de Bouzonville
Pour les articles homonymes, voir Sainte-Croix.
L'abbaye Sainte-Croix était une abbaye située dans la commune française de Bouzonville, dans le département de la Moselle en France. Aujourd’hui, l'église abbatiale de cet ancien monastère bénédictin est devenue une église communale.

## Toponymie
Anciennes mentions : Monasterium sanctœ Crucis in Buosonis villa (1106), Bosovilense monasterium (1184), Monasterium de Bouzonvilla (1544). 

## Histoire

### Fondation

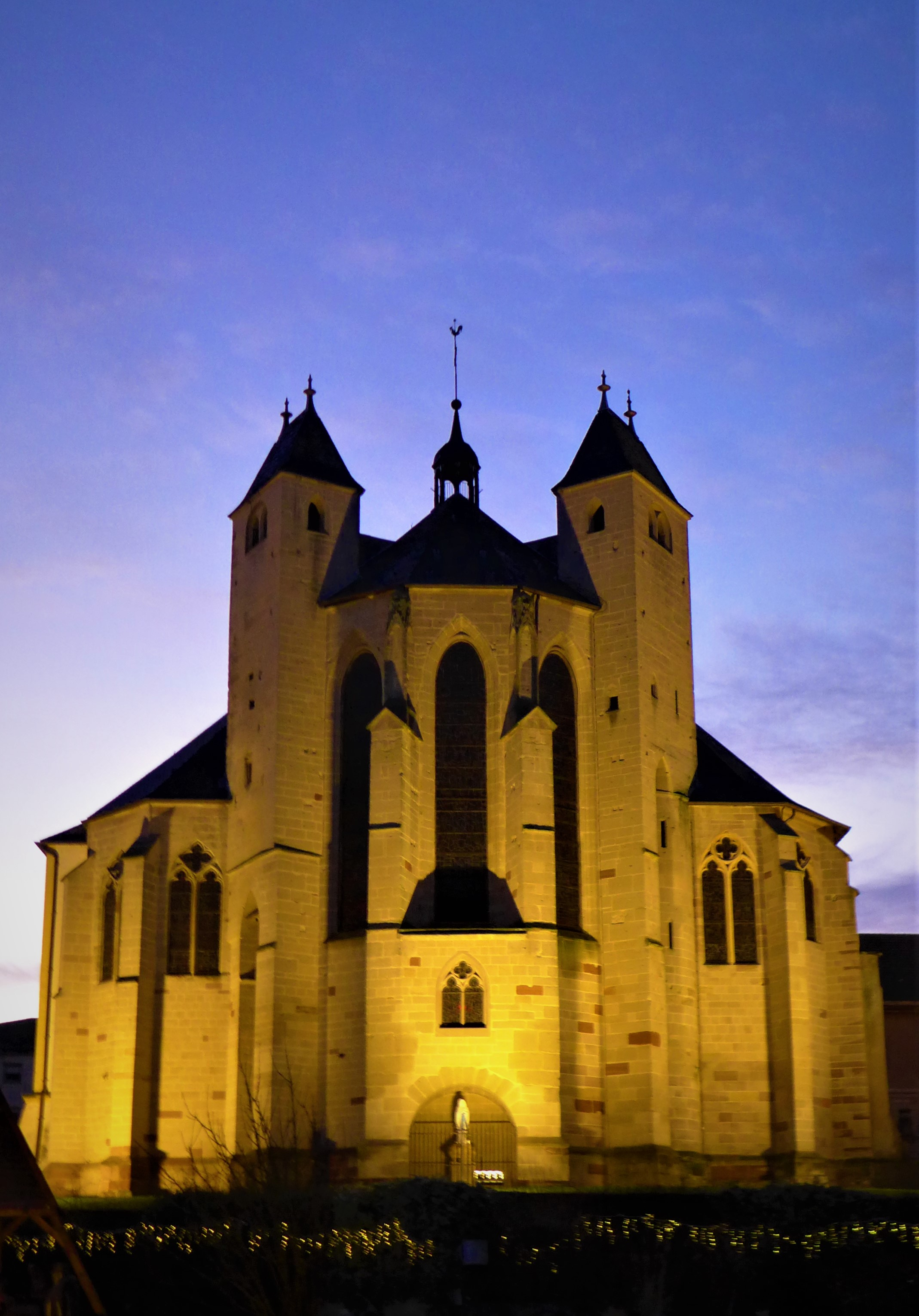
Chevet de l'église abbatiale.

L'abbaye bénédictine est fondée dans la première moitié du XIe siècle, et plus précisément en 1033 selon la Pancarte de Bouzonville. Ce précieux document, datant de la fin du XIIe siècle et conservé aux archives départementales de la Moselle, rapporte le récit de cette fondation, sur un ancien lieu de pèlerinage. Qualifié de Carta fundationis Bozonisvillae par les auteurs anciens, ce document n'est pas une véritable charte, mais la copie d'un fragment de censier général correspondant aux domaines de l'abbaye de la région de Bitche, dans la seconde moitié du XIIe siècle.
Le comte Adalbert d'Alsace, aïeul du premier duc de Lorraine du même nom, aurait rapporté un fragment de la Vraie Croix d'un pèlerinage en Terre sainte. Le fondateur de l'abbaye, apparenté à la famille impériale germanique, possède des terres dans toute la Moselle, en particulier dans le pagus Nidensis ou pays de Nied. Le monastère est confié à Poppon de Stavelot, avant d'être consacré par le pape Léon IX vers 1050.
Le sort de l'abbaye de Bouzonville reste lié aux aléas de la maison ducale de Lorraine jusqu'à sa dissolution à la Révolution, étant même le lieu de sépulture des premiers ducs de Lorraine.

### Une histoire tourmentée
D’après une bulle du pape Alexandre III (1159-1181), le patrimoine foncier de l’abbaye primitive se répartit en quatre groupes géographiques. Le plus important, à proximité de l’abbaye, compte des domaines à Vaudreching, Filstroff, Brettnach, et Hargarten. Un second groupe, à l’Est, englobe les domaines de Rahling, Offwiler, Obermodern, et Loutzviller. À ces deux groupes, il faut ajouter les domaines de Wolmerdange, près de Thionville, et celui de Zissen, sur le plateau de l’Eifel en Rhénanie. Ce temporel varie constamment au cours des siècles, au gré des donations, des échanges, ou des ventes. La puissance temporelle de l’abbaye médiévale se traduit aussi par son droit de patronage sur environ trente-cinq églises et chapelles de la région.
L’église romane, le monastère et ses dépendances sont détruits vers 1342, probablement au cours d’une guerre territoriale opposant le duc de Lorraine Rodolphe ou Raoul, voué de l’abbaye, à l’évêque de Metz Adhémar de Monteil. Une bulle d’indulgences de Clément VI, datée de 1343, semble appuyer cette thèse. L’abbaye de Bouzonville, qui comptait huit religieux en 1186, n’en compte plus que cinq en 1413, au moment de l’élection du nouvel abbé Jean Risch de Wiskirchen (1413-1451). La destruction, puis la reconstruction de l’abbaye, restent les faits marquants de cette époque troublée en Lorraine, dont l’église actuelle demeure le seul témoin.
Après une période de relâchement de la règle monastique, la réforme de la congrégation de Saint-Vanne et Saint-Hydulphe est imposée à l’abbaye Sainte-Croix en 1612, par l’évêque de Toul Jean des Porcelets de Maillane (1607-1624), soutenu par le duc de lorraine Henri II (1608-1624). Comme la majorité des abbayes de Lorraine, l’abbaye de Bouzonville est mise en commende au profit de la maison ducale. L’église et le monastère brûlent pendant la guerre de Trente Ans, entre 1620 et 1640, alors que la région est sillonnée par des troupes espagnoles, croates et autrichiennes.
Les hostilités se poursuivirent en Lorraine après la guerre de Trente Ans, sous la pression de la France, qui s’oppose aux troupes impériales menées par le duc de Lorraine Charles V (1675-1690). Celui-ci passe les défilés de Bouzonville pour y battre les Dragons du roi de France, en 1677. En 1684, un nouvel incendie ravage l'abbaye et ses dépendances. Le cloître actuel est reconstruit à cette époque à l’emplacement du cloître primitif. Le reste des bâtiments est reconstruit entre 1692 et 1730. Durant tout le XVIIIe siècle, la piété populaire ne se dément pas : un pèlerinage autour des reliques de la Croix de l’abbaye se développe, et une confrérie du Saint-Sacrement est créée dans l’église abbatiale.
En 1792, l’église sert d’entrepôt pour l’armée révolutionnaire de la Moselle, avant de devenir un lieu de rassemblement pour les réunions municipales et l’on y célèbre la fête de la Raison en 1793. La tourmente révolutionnaire et l’Empire laissent l’ensemble des bâtiments claustraux et l’abbatiale dans un état de délabrement complet. En 1893, pendant l’annexion allemande, la congrégation des Sœurs de Saint Vincent de Paul ouvre un hospice pour personnes âgées dans les bâtiments claustraux. La maison de retraite existe toujours.
Des travaux sont entrepris sur l’ancienne abbatiale dès l’époque de la Restauration. Ils se poursuivent au cours du XIXe siècle et au début du XXe siècle. L’édifice actuel est classé au titre des monuments historiques et a bénéficié récemment d’une campagne de restauration.
L'Église abbatiale Sainte-Croix est classée monument historique, par arrêté du 8 septembre 1999 alors que les parties subsistantes du cloître sont inscrites par arrêté du 24 février 1986.

## Architecture

### Abbatiale

Abbatiale de Bouzonville avec ses tourelles de chevet.

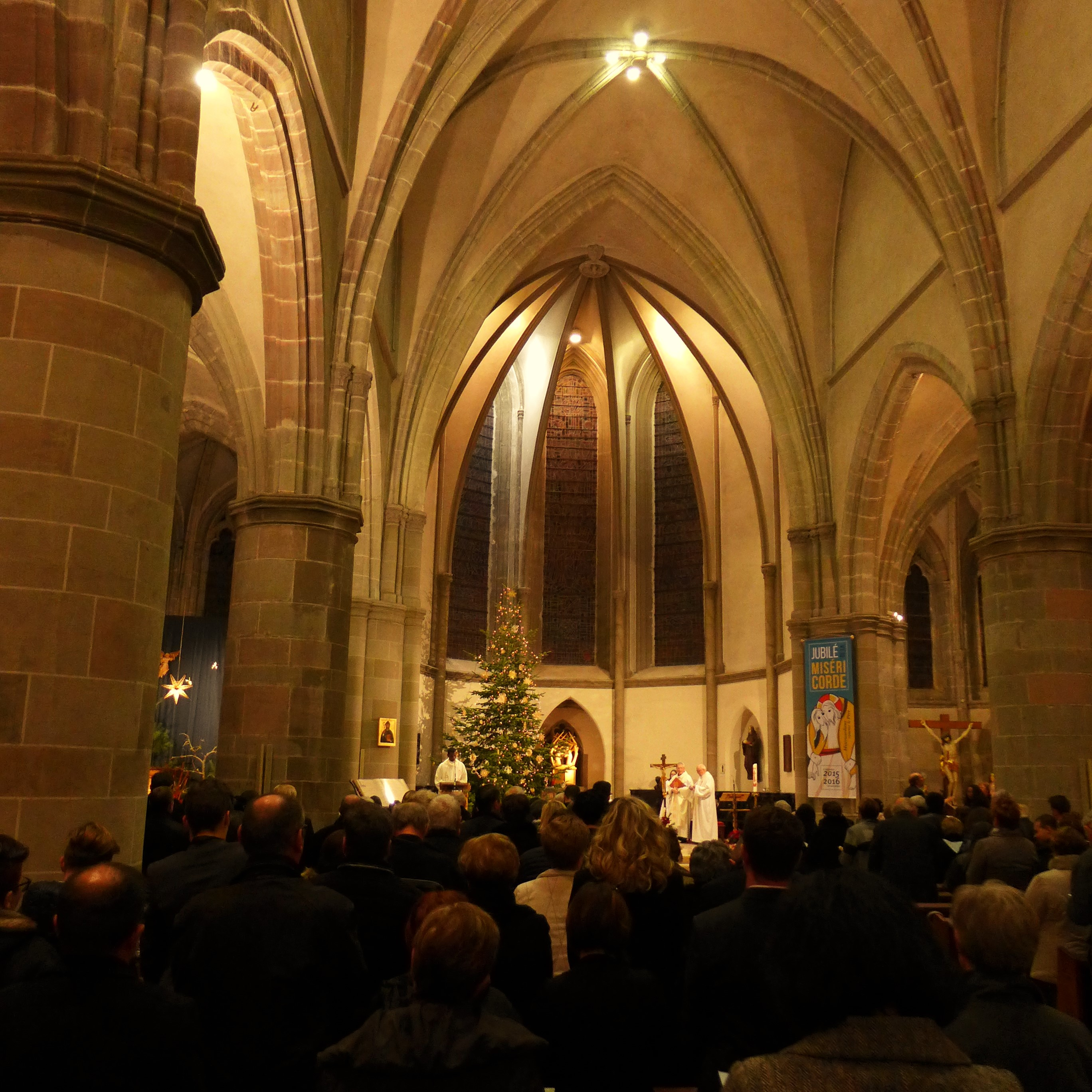
Intérieur.

L’église abbatiale est construite sur le replat d’une colline surplombant la Nied. Le parement de grès, en grand appareil, présente des colorations variées allant du gris au rouge. L'abbatiale primitive du XIe siècle a totalement disparu, ravagée par les flammes vers 1342. Comme l'atteste l’édifice actuel, elle est entièrement reconstruite dans le style gothique entre 1342 et 1375. La clef de voûte du chœur de l’abbatiale porte la date de construction du chœur (1345) et précise le nom du maître d’ouvrage, l’abbé Gutzon de Wiskirch (1342-1366).
L’église Sainte-Croix est une église de type basilical, dont les fenêtres hautes ont été murées. Le vaisseau central est éclairé par une fenêtre en façade, et par trois baies élancées dans le chœur. Les collatéraux sont éclairés par des baies néogothiques. Le plan allongé de l'église, à trois vaisseaux séparés par des piliers cylindriques, ne présente pas de transept.
Le chevet de l'ancienne abbatiale se compose de trois absides. L’abside centrale est encadrée par deux tourelles de chevet, dont l’élancement contraste avec la faible hauteur relative des absidioles. Cette configuration de chevet à tours jumelées, encadrant un appendice axial, est assez originale. Les tours permettent l’accès aux combles de l’édifice, et n’ont pas de fonction liturgique. L’appendice axial, sorte de sacellum, enjambe ce qui devait être l’ossuaire du cimetière monastique. Il peut s’agir d’une chapelle sacramentaire, destinée à recevoir les reliques de la vraie Croix.
À l’intérieur, les stalles sont baroques. Les baies datent du XVIe, du XVIIIe et du XIXe siècle, ces dernières étant de style néogothique. Les vitraux sont modernes. Le clocher à bulbe est inspiré quant à lui de l'architecture d'Europe centrale.